# Chartocerus rosanovi
Chartocerus rosanovi är en stekelart som beskrevs av Sugonjaev 1968. Chartocerus rosanovi ingår i släktet Chartocerus och familjen långklubbsteklar.
Artens utbredningsområde är Kazakstan. Inga underarter finns listade i Catalogue of Life.